# Adalgotto di Coira
Adalgotto (... – Coira, 3 ottobre 1160) è stato un monaco cistercense, discepolo di Bernardo di Chiaravalle e vescovo di Coira. Il suo culto come beato, documentato sin dal 1492, fu approvato dalla Congregazione dei riti nel 1881.

## Biografia
Non si conoscono la data e il luogo della nascita di Adalgotto, anche se probabilmente era originario della diocesi di Coira. Abbracciò la vita religiosa tra i monaci di Cîteaux e fu discepolo di Bernardo di Chiaravalle: forse fu anche abate di Disentis.
Fu eletto vescovo di Coira nel 1151 e ricevette la consacrazione episcopale dall'arcivescovo di Magonza: si adoperò per la riforma del clero, per riportare i monasteri a una più rigida osservanza della regola e vigilò sui costumi della popolazione. Egli fu presente nella firma del trattato di Costanza del 1153.
Mantenne rapporti con il papa e con l'imperatore Federico Barbarossa, ma difese sempre le libertà della sua Chiesa.

## Culto
Giovanni di Cirey, abate di Cîteaux, nel 1492 inserì il nome di Adalgotto nel catalogo dei santi e beati cistercensi.
Il suo culto ab immemorabili fu approvato dalla Congregazione dei riti il 4 maggio 1881.
Il suo elogio si legge nel Martirologio romano al 3 ottobre.

## Genealogia episcopale
La genealogia episcopale è:
- Arcivescovo Heinrich Felix von Harburg
- Vescovo Adalgotto di Coira